# Susan Davenny-Wyner
Susan Davenny-Wyner (* 17. Oktober 1943 in New Haven/Connecticut) ist eine US-amerikanische Sängerin (Sopran) und Dirigentin.

## Leben
Die Tochter des Pianisten Ward Davenny hatte zunächst Geigen- und Bratschenunterricht. Sie besuchte das Cleveland Institute of Music und die Hartford School of Music und studierte bei 1965 englische Literatur und Musik an der Cornell University. 1967 heiratete sie den Komponisten und Pianisten Yehudi Wyner.
Von 1969 bis 1975 hatte sie Gesangsunterricht bei Herta Glaz. Sie trat 1974 erstmals als Solistin mit dem Boston Symphony Orchestra auf, stand 1977 in einer Aufführung von Claudio Monteverdis L’incoronazione di Poppea an der New York City Opera zum ersten Mal auf der Opernbühne und debütierte 1981 als Woglinde in Richard Wagners Rheingold an der Metropolitan Opera. Sie trat in den folgenden Jahren mit international bedeutenden Orchestern und unter der Leitung von Dirigenten wie Leonard Bernstein, Sir Colin Davis, Erich Leinsdorf, André Previn, Lorin Maazel, Seiji Ozawa, Robert Shaw und Michael Tilson Thomas auf.
Parallel dazu studierte sie Dirigieren an der Yale University und der Columbia University und dirigierte mehrere Orchester von Konservatorien und Universitäten. Nachdem sie nach einem Verkehrsunfall 1981 ihre Gesangskarriere aufgeben musste, konzentrierte sie sich ganz auf die Dirigententätigkeit. Sie dirigierte das Los Angeles Philharmonic Orchestra, das Orchester der Boston Lyric Opera und ein Orchester aus Mitgliedern des Cleveland Orchestra bei Auftritten mit Solisten wie André Previn, Lynn Harrell, Peter Serkin, Emanuel Ax, Richard Stoltzman, Dominique Labelle, Eliot Fisk und Robert D. Levin. 1999 wurde sie musikalische Leiterin und Dirigentin des New England String Ensemble (bis 2005) und des Warren Philharmonic Orchestra, seit 2007 ist sie zudem musikalische Direktorin und Dirigentin der Boston Midsummer Opera.